# Liste der Kulturdenkmale in Orlamünde
Die Liste der Kulturdenkmale in Orlamünde umfasst die als Einzeldenkmale, Bodendenkmale und Denkmalensembles erfassten Kulturdenkmale auf dem Gebiet der Stadt Orlamünde im thüringischen Saale-Holzland-Kreis (Stand: Februar 2020). Die Angaben in der Liste ersetzen nicht die rechtsverbindliche Auskunft der zuständigen Denkmalschutzbehörde.

## Legende
- Bild: zeigt ein Bild des Kulturdenkmals und gegebenenfalls einen Link zu weiteren Fotos des Kulturdenkmals im Medienarchiv Wikimedia Commons
- Bezeichnung: Name, Bezeichnung oder die Art des Kulturdenkmals
- Lage: Wenn vorhanden Straßenname und Hausnummer des Kulturdenkmals; Grundsortierung der Liste erfolgt nach dieser Adresse. Der Link Karte führt zu verschiedenen Kartendarstellungen und nennt die Koordinaten des Kulturdenkmals.
 Kartenansicht, um Koordinaten zu setzen – in dieser Kartenansicht sind Kulturdenkmale ohne Koordinaten mit einem roten bzw. orangen Marker dargestellt und können in der Karte gesetzt werden. Kulturdenkmale ohne Bild sind mit einem blauen bzw. roten Marker gekennzeichnet, Kulturdenkmale mit Bild mit einem grünen bzw. orangen Marker.
- Datierung: gibt das Jahr der Fertigstellung beziehungsweise das Datum der Erstnennung oder den Zeitraum der Errichtung an
- Beschreibung: bauliche und geschichtliche Einzelheiten des Kulturdenkmals, vorzugsweise die Denkmaleigenschaften
- ID: Die ID identifiziert das Kulturdenkmal eindeutig. In Thüringen sind aktuell keine IDs veröffentlicht. In der ID-Spalte kann sich auch folgendes Icon  befinden, dies führt zu Angaben zu diesem Kulturdenkmal bei Wikidata.

## Kulturdenkmale in Orlamünde (mitNaschhausenundWinzerla)
| Bild                                    | Bezeichnung                                                                               | Lage                                        | Datierung | Beschreibung                                        | ID |
| --------------------------------------- | ----------------------------------------------------------------------------------------- | ------------------------------------------- | --------- | --------------------------------------------------- | -- |
| Direkt Bild zu diesem Denkmal hochladen | Denkmalensemble „Historischer Ortskern“                                                   | Koordinaten fehlen! Hilf mit.               |           |                                                     |    |
| Direkt Bild zu diesem Denkmal hochladen | „Todesmarsch“-Gedenkstein                                                                 | Ortslage an der B 88                        |           |                                                     |    |
| BW                                      | Saalebrücke km 0,270                                                                      | Bahnstrecke Orlamünde–Pößneck (Karte)       |           | Eisenbahnbrücke                                     |    |
| BW                                      | Portal                                                                                    | Naschhausen, Bahnhofstraße 12 (Karte)       |           |                                                     |    |
| weitere Bilder Fotos hochladen          | Evangelische Stadtkirche St. Marien mit Ausstattung, Kirchhof, Grabmal und Kirchhofsmauer | Burgstraße (Karte)                          |           |                                                     |    |
| weitere Bilder Fotos hochladen          | Burganlage und Kemenate                                                                   | Burgstraße (Karte)                          |           | auch Bodendenkmal                                   |    |
| weitere Bilder Fotos hochladen          | Rathaus mit Ausstattung                                                                   | Burgstraße 5 (Karte)                        |           |                                                     |    |
| Fotos hochladen                         | Gehöft (Pfarrei) mit Ausstattung und Garten                                               | Burgstraße 65 und 67 (Karte)                |           |                                                     |    |
| BW                                      | Gottesackerkirche mit Ausstattung, Friedhof und Einfriedung                               | Hardterweg (Karte)                          |           |                                                     |    |
| weitere Bilder Fotos hochladen          | ehemaliges Wilhelmitenkloster St. Jacob                                                   | Markt 27, 33 (Karte)                        |           | Wohngebäude mit Ausstattung und Wirtschaftsgebäuden |    |
| Fotos hochladen                         | Gebäude mit Stadttor und Stadtmauerfragment                                               | Markt 35 (Karte)                            |           |                                                     |    |
| BW                                      | Wohnhaus (mit Holzstube)                                                                  | Naschhausen, Mittelkreis 38 (Karte)         |           |                                                     |    |
| BW                                      | Wohnhaus                                                                                  | Naschhausen, Mittelkreis 44 (Karte)         |           |                                                     |    |
| BW                                      | Ziegelei Lindig                                                                           | Naschhausen, Rudolstädter Straße 41 (Karte) |           | Ziegeleigebäude mit Brennofen                       |    |